# Парламентские выборы в Тонге (2021)
Парламентские выборы в Тонге прошли 18 ноября 2021 года. На них избирались 17 из 26 депутатов Законодательного собрания.

## Предвыборная обстановка
Парламентские выборы 2017 года привели к убедительной победе Демократической партии дружественных островов, а Акилиси Похива был переизбран премьер-министром, победив бывшего вице-премьера Сиаози Совалени 14 голосов против 12. В сентябре 2019 года Акилиси Похива умер, и Похива Туионетоа был избран премьер-министром при поддержке дворян, независимых депутатов и 5 бывших членов Демократической партии. В его кабинет входили три дворянина, которые ранее были исключены из-под Похивы.
В декабре 2020 года лидер Демократической партии Семиси Сика высказался за вотум недоверия премьер-министру Ту’ионетоа. Предложение было поддержано заместителем премьер-министра Сионе Вуна Фаотусиа, который впоследствии ушёл из кабинета министров. Однако 12 января 2021 года Законодательное собрание отклонило вотум недоверия 13 голосами против и 9 — за.
После смерти Акилиси Пухивы Демократическая партия распалась, поскольку возникло соперничество между Сиаози Похива и его зятем Матени Тапуэлуэлу. В преддверии выборов это привело к формальному расколу, когда Сиаози Похива покинул правление партии и «основную команду».
Накануне выборов министр инфраструктуры и туризма Акосита Лавулаву и её муж Этуате Лавулаву, который ранее занимал пост министра, были осуждены за получение денег с помощью ложных предлогов и приговорены Верховным судом к шести годам тюремного заключения.

## Избирательная система
Законодательное собрание Тонги состоит из 30 членов, 17 из которых избираются прямым голосованием по одномандатным округам. На острове Тонгатапу есть десять избирательных округов, три — на Вавау, два — на островах Хаапай и один на Эуа и, наконец, один округ охватывает острова Ниуафооу и Ниуатопутапу. Девять мест занимают члены дворянства, которые избирают представителей между собой. Представители дворянства избираются в четырёх округах: 4 депутата из округа, охватывающего острова Тонгатапу и Эуа, 2 из округа от Вавау, 2 из округа от островов Хаапай, и 1 из округа, охватывающего острова Ниуафооу и Ниуатопутапу. В обоих типах округов, применяется мажоритарная избирательная система.
Все граждане Тонги достигшие возраста 21 года, не являющиеся знатью, членами королевской семьи, лицами с долгами и умалишёнными, имеют право голоса. Право голоса на выборах 2021 года имели около 60 тыс. избирателей. В избирательных округах дворянства, право голоса предоставляется наследственным пэрам и простым пэрам, хотя только первые имеют право быть избранными.
Кабинет, сформированный премьер-министром, может включать до четырёх членов, не избранных в Собрание, которые затем автоматически становятся членами законодательного органа.

## Избирательная кампания
Парламент был распущен 16 сентября. Для участия в выборах было зарегистрировано 75 кандидатов, в том числе 12 женщин. Один кандидат позже отказался от участия, а второй умер, в результате чего осталось 73 кандидата. Несмотря на недельную изоляцию из-за положительного случая COVID-19, выборы не были отложены.
Премьер-министр Похива Ту’ионетоа не выступал за свою Народную партию Тонга во время кампании, а несколько министров баллотировались в качестве независимых.

## Результаты
В результате выборов был избран полностью мужской парламент с девятью новыми представителями от народа. Лидеры Демократической партии Семиси Сика и Сиаози Пухива, потеряли свои места, как и другие высокопоставленные депутаты партии. В то время как кандидаты от Демократической партии выиграли большинство в большинстве округов, разделение голосов между соперничающими партийными фракциями привело к тому, что они в результате проиграли независимым кандидатам. Были избраны только три кандидата от Демократической партии: Семиси Факахау, Вейвоса Така и Сайя Пюкала. Народная же партия формально сохранила только одно место.
Избирательная комиссия сообщила, что явка избирателей составила 62 %.